# Brian Labone
Brian Leslie Labone (Liverpool, 23 januari 1940 – Huyton, 24 april 2006) was een  Engels voetbalspeler. Hij speelde zijn gehele carrière, tussen 1958 en 1971, voor Everton. Hij overleed op 66-jarige leeftijd onverwacht bij zijn huis.

## Clubcarrière
Labone besloot in juli 1957 te gaan voetballen voor Everton in plaats van te gaan studeren. In 1958 maakte hij zijn debuut voor de club. Hij wordt gezien als een van de beste centrale verdedigers uit zijn tijd, die goed kon tackelen en koppen. Daarnaast was hij behoorlijk snel, maar hij gebruikte zelden zijn linkervoet. Labone speelde in totaal 534 wedstrijden voor Everton, waarvan 451 competitiewedstrijden.
Hij maakte slechts twee competitiedoelpunten, maar ontving ook slechts twee gele kaarten. Hij speelde voor het team dat in de seizoenen 1962/63 en 1969/70 Engels landskampioen werd. Ook won hij in 1966 de FA Cup. In het seizoen 1970/71 kwam door een ernstige blessure een eind aan zijn voetbalcarrière.

## Interlandcarrière
Labone kwam 26 maal uit voor Engeland, tussen 1962 en 1970. Hij miste het Wereldkampioenschap voetbal 1966 doordat hij op het punt stond om te trouwen, maar hij speelde drie van de vier wedstrijden op het Wereldkampioenschap voetbal 1970 in Mexico.
1 Banks ·
2 Newton ·
3 Cooper ·
4 Mullery ·
5 Labone ·
6 Moore  ·
7 Lee ·
8 Ball ·
9 B. Charlton ·
10 Hurst ·
11 Peters ·
12 Bonetti ·
13 Stepney ·
14 Wright ·
15 Stiles ·
16 Hughes ·
17 J. Charlton ·
18 Hunter ·
19 Bell ·
20 Osgood ·
21 Clarke ·
22 Astle ·
Coach: Ramsey